# Bara (Safané)
Pour les articles homonymes, voir Bara.
Bara est une commune située dans le département de Safané de la province du Mouhoun au Burkina Faso.